# グーダーハントフィーアテル
グーダーハントフィーアテルまたはグーダーハントフィールテル（ドイツ語: Guderhandviertel、低地ドイツ語: Goderhandveerdel）は、ドイツ連邦共和国ニーダーザクセン州のシュターデ郡に属す町村（以下、本項では便宜上「町」と記述する）である。この町はシュタインキルヒェンに本部を置くザムトゲマインデ・リューエを構成する自治体の一つである。

## 地理
この町はハンブルクの西、ヨーロッパ最大の果樹栽培地域の一つであるアルテス・ラントの中央に位置する。リューエ川が東のノイエンキルヒェンおよびミッテルンキルヒェンとの境界をなしている。

## 歴史

### 名前の由来
グーダーハントフィーアテルの名前が文献に初めて登場するのは比較的遅く、1524年である。この際には「Ghuderhandeverndeil」と記述されている。中世後期から大きな入植地であったLu（to der Lu と bei der Lu であったともいわれる）が4つの地区に別れたと伝えられている。このうち3つが教会のあるシュタインキルヒェン、ミッテルンキルヒェン、ノイエンキルヒェンで、残る1つが教会のないグーダーハントフィーアテルであった。その名前の由来は明らかでなく、主に2つの説がある。
1. グーダーハントフィーアテルが、シュタインキルヒェンから見てまさしく右手 (guten rechten Hand) にある地区 (Viertel) であったから。
2. 司祭のいる教会がないこの村は、神の善なる手 (guten Hand Gottes) に委ねられているから。

## 行政

### 議会
この町の議会は11議席からなる。

## 引用
1. ↑  Landesamt für Statistik Niedersachsen, LSN-Online Regionaldatenbank, Tabelle A100001G: Fortschreibung des Bevölkerungsstandes, Stand 31. Dezember 2023